# Komenda
Komenda je središčno naselje v Občini Komenda.
Komenda je razpotegnjeno naselje ob lokalni cesti, severno od glavne ceste Kranj - Mengeš. Vas je staro cerkveno središče, saj je prvotna cerkev Sv. Petra, župnijska cerkev prafare in župnije Komenda, prvič omenjena že 1147. Novo baročno so zgradili 1727, po potresu 1895 pa obnovili in povečali. Oltar in prižnica spadata med najlepše v Sloveniji.

## Izvor krajevnega imena
Občnoimenski pomen besede komênda je posest viteškega reda. Komênda je bila najmanjša upravna enota, oziroma posestvo viteškega reda. Občno ime komênda je verjetno preko nemške Kommende prevzeto iz srednjeveškolatinske besede commenda v pomenu poverjena, zaupana posest; oskrbništvo, namestništvo. V tem kraju so od leta 1223 do 1872 živeli in imeli posest malteški vitezi.  V kraju je bil sedež prafare sv. Petra in njen župnik se omenja kot priča v nekih arhivskih zapisih za Vetrinj že v letih 1147 in 1154. Leta 1296 se omenja hospital v kraju, morda gre za hospital omenjenega malteškega reda. Leta 1403 je za dve desetini rečeno, da je ena v Mostah, druga na Križu pri Komendi, obe pa v »šentpeterski fari johanitskega (malteškega) reda v bližini Kamnika«. Takrat se prvič omenja johanitski oziroma malteški red v tem kraju. Po njegovih upravnikih, imenovanih komendatorji, je kraj dobil kasneje tudi svoje ime, vendar se to ime v srednjem veku še ni uporabljalo.

## Komenda in konjeništvo
Kamnito gotsko znamenje ob spodnjem robu pokopališča je iz 1510, krasi ga grb malteškega reda, ki se je v Komendi naselil konec 13.stoletja. Malteški viteški red je v Komendi in okolici pospeševal konjerejo. Konjske dirke imajo tu tradicijo še iz Valvasorjevih časov. Ta tradicija se je ohranila s konjeniškim klubom in hipodromom vse do danes.

## Pomembne osebnosti
- Anton Breznik, slovenski rimskokatoliški duhovnik in pisec gospodarskih pratik
- Janez Cigler Kralj, slovenski politik
- Josip Čerin, slovenski glasbenik, dirigent in muzikolog
- Viktorijan Demšar, duhovnik, publicist, župnik
- Peter Pavel Glavar, slovenski rimskokatoliški duhovnik, gospodarstvenik in mecen
- Vlatka Oršanić, slovenska sopranistka
- France Pibernik, slovenski pesnik, pisatelj, esejist in literarni zgodovinar
- Tadej Pogačar, slovenski kolesar
- Anton Remic, pravnik, dvorni odvetnik
- Ivan Selan, slovenski kartograf samouk in izdelovalec reliefov
- Ivan Sivec, slovenski pisatelj, publicist in popotnik
- Peter Svetina, pedagog, varuh človekovih pravic
- Marjan Šubelj, slovenski slikar
- Ivo Zorman, slovenski pisatelj in urednik
- Agata Zupin, slovenska atletinja
- Angelca Žerovnik, slovenska defektologinja in specialna pedagoginja, političarka, pisateljica
- Marko Žerovnik, slovenski geograf in kartograf, raziskovalec, ravnatelj, potopisec in pesnik

## Galerija
- Hipodrom in cerkev
- Hiša Petra Pavla Glavarja
- Pokopališče s križem Malteškega viteškega reda
- Šmidova graščina
- Župnijska cerkev sv. Petra